# Chris Barber
Chris Barber, właśc. Donald Christopher Barber (ur. 17 kwietnia 1930 w Welwyn Garden City, zm. 2 marca 2021) – angielski muzyk jazzowy, puzonista, sakshornista (tenor), basista i kierownik zespołu.
W 1949 założył pierwszą własną orkiestrę, w skład której wchodzili m.in. Ron Bowden, Lonnie Donegan, Ken Colyer. W 1955 zorganizował zespół Crane River Jazz Band z klarnecistą Monty Sunshinem, z którym nagrana została wersja utworu Sidneya Becheta „Petite Fleur”. W tym samym roku podjął współpracę z zespołem śpiewaczki bluesowej Ottile Patterson, która później została jego żoną. Pod koniec l. 50. XX w. zespół Barbera odnosił ogromne sukcesy, stając się najpopularniejszą orkiestrą Europy. W l. 60. zmienił nazwę zespołu na Chris Barber Blues and Jazz Band. W 1991 odznaczony Orderem Imperium Brytyjskiego IV klasy (OBE).

## Wybrana dyskografia
- Petit Fleur (1953)
- Trad Tavern (1962)
- Getting Around (1963)
- Get Rolling! (1969)
- Sideways (1974)
- Echoes of Ellington (1978)
- Take Me Back to New Orleans (1980)
- Creole Love Call (1981)
- Everybody Knows (1987)
- In Budapest (1987)
- Stardust (1988)
- The Ultimate (1989)
- We’ll Meet Again (1994)